# Yoo Jae-suk
Yoo Jae-suk (Hangul: 유재석, Yu Jae-seok) (Seoel, 14 augustus 1972) is een Zuid-Koreaans komiek en televisiepresentator. In de periode 2004-2008 werd hij tot vijf keer toe verkozen tot populairste komiek door de ondervraagden van een enquête uitgevoerd door Gallup.
Yoo presenteerde in Zuid-Korea meerdere programma's. De bekendste daarvan zijn Infinite Challenge en Running Man. Hij heeft de bijnaam Grasshopper, omdat hij bij eerdere optredens gekleed ging als een sprinkhaan.